# Gran Ciudad del Este

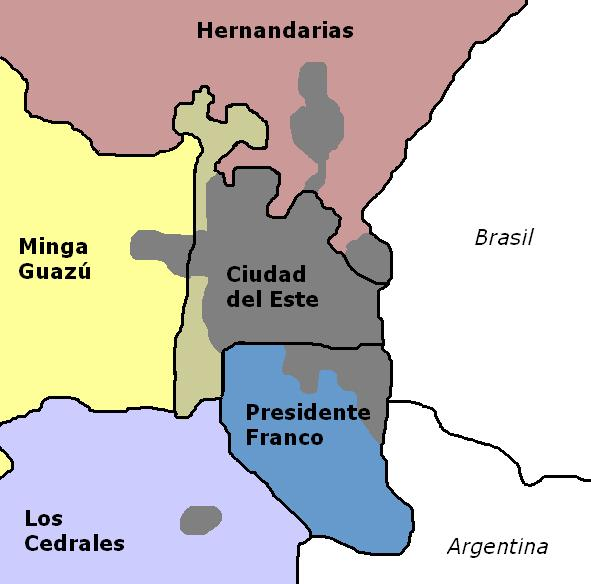
Gran Ciudad del Este

Gran Ciudad del Este è il nome che viene dato alla conurbazione che comprende la città paraguaiana di Ciudad del Este ed i vicini distretti di Hernandarias, Presidente Franco e Minga Guazú. È il secondo agglomerato urbano del Paraguay per estensione territoriale e numero di abitanti, dopo quello che, facendo capo sulla capitale, viene chiamato Gran Asunción.

## Popolazione

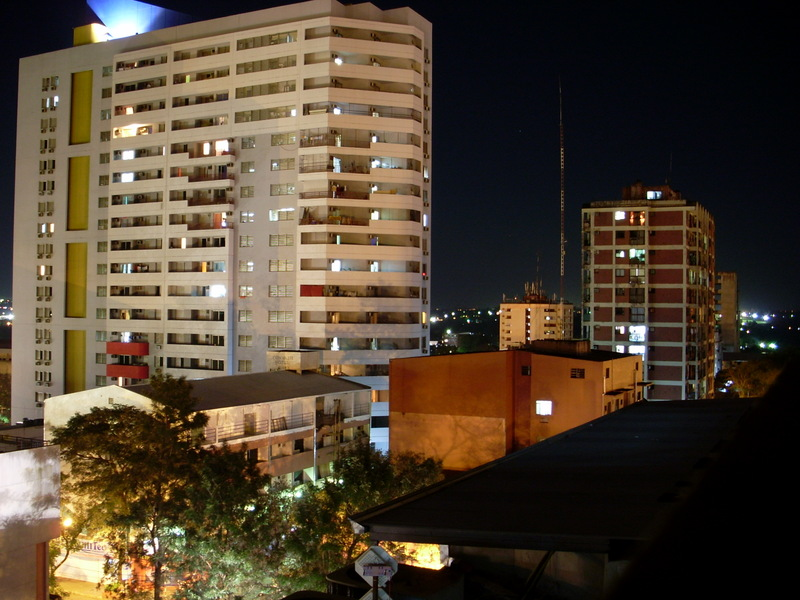
Ciudad del Este

L'area metropolitana non costituisce un'unità amministrativa a sé stante, ma raccoglieva al censimento del 2002 una popolazione di 386.354 abitanti; la zona è però in fortissima espansione demografica dagli ultimi anni del XX secolo. Oltre alla zona metropolitana vera e propria si individua anche una più vasta regione di influenza, comprendente 11 distretti e 465.644 abitanti.

## Trasporti
La zona è servita dal moderno Aeroporto Internazionale Guaraní, situato nel distretto di Minga Guazú. La Strada VII la collega con la città di Coronel Oviedo (e da qui ad Asunción attraverso la Strada II), mentre la Strada 6, seguendo il corso del Paraná, collega la conurbazione ad Encarnación.